# Кузебаєвське сільське поселення
Кузеба́євське сільське поселення — колишнє муніципальне утворення в складі Алнаського району Удмуртії, Росія. Адміністративний центр — присілок Кузебаєво.
Розформоване 9 травня 2021 року законом Удмуртської Республіки за 23 квітня 2021 року № 27-РЗ через переформування муніципального району на муніципальний округ.

## Історія
26 жовтня 2004 року зі складу Кузебаєвської сільської ради була виділена Муважинська сільська рада.

## Населення
Населення — 786 осіб (2018; 857 у 2015, 929 у 2012, 974 у 2010, 1142 у 2002).

## Склад
До складу поселення входять такі населені пункти:
| Населений пункт             | Населення, осіб (2002) | Населення, осіб (2010) | Населення, осіб (2012) |
| --------------------------- | ---------------------- | ---------------------- | ---------------------- |
| Варзібаш, присілок          | 286                    | 234                    | 226                    |
| Варзіно-Алексієво, присілок | 149                    | 127                    | 121                    |
| Верхнє Кузебаєво, присілок  | 7                      | 3                      | 3                      |
| Гарга, присілок             | 27                     | 21                     | 19                     |
| Кузебаєво, присілок         | 673                    | 589                    | 560                    |

## Господарство
В поселенні діють середня (Кузебаєво) та початкова (Варзібаш) школи, садочок (Кузебаєво), 3 бібліотеки, 3 клуби, 3 фельдшерсько-акушерських пункти.